# Mein Geist will immer nur das Eine …
Mein Geist will immer nur das Eine … (Originaltitel: Ghosts Can’t Do It) ist eine US-amerikanische Fantasy-Filmkomödie aus dem Jahr 1989. Regie führte John Derek, der auch das Drehbuch schrieb.

## Handlung
Katie O’Dare ist mit dem um 30 Jahre älteren Milliardär M. B. Scott verheiratet. Der Mann wird nach einem Herzinfarkt impotent und begeht Selbstmord. Sein Geist erscheint Katie, die ihn als Einzige sehen kann. Sie entwickelt einen Plan, nach dem der Geist von M. B. den Körper vom Fausto, einem jungen Mann, übernehmen soll. Sie verliebt sich jedoch in Winston.

## Kritiken
Der Film-Dienst schrieb, der Film sei eine „läppisch inszenierte, weitgehend witz- und humorlose Komödie“.

## Auszeichnungen
Bo Derek, John Derek, der Film als Schlechtester Film und Donald Trump für einen Cameo-Auftritt erhielten im Jahr 1991 die Goldene Himbeere. Der Film wurde in fünf weiteren Kategorien für den gleichen Spottpreis nominiert, von denen zwei Leo Damian und eine dem Drehbuch galten.

## Hintergründe
Der Film wurde in Wyoming, in Hongkong, auf den Malediven und in Sri Lanka gedreht. Er startete in den deutschen Kinos am 4. Januar 1990.